# Vision Divine
Vision Divine – powermetalowy zespół z Włoch założony w 1998 roku. Pierwotnie miał to być solowy projekt Olafa Thorsena (gitara), jednak do Thorsena przyłączył się Fabio Lione, przez co solowy projekt stał się zespołem. Po niedługim czasie skład zespołu uzypełnili kolejno Mat Stancioiu (perkusja), Andrew McPauls (instrumenty klawiszowe) oraz Andrea "Tower" Torricini (gitara basowa). Nazwa zespołu to hybryda pierwszej nazwy zespołu Labyrinth (w którym udzielał się Fabio Lione) "Vision", oraz "Divine", który miał być pierwotnie tytułem solowego albumu Olafa Thorsena.

## Skład zespołu

### Aktualni członkowie
- Fabio Lione – wokal
- Olaf Thorsen – gitara elektryczna
- Federico Puleri – gitara elektryczna
- Cristiano Bertocchi – gitara basowa
- Alessandro "Bix" Bissa – perkusja
- Alessio "Tom" Lucatti – instrumenty klawiszowe

### Byli członkowie
- Michele Luppi – wokal
- Andrea "Tower" Torricini – gitara basowa
- Riccardo Quagliato – perkusja
- Matteo Amoroso – perkusja
- Mattia Stancioiu – perkusja
- Oleg Smirnoff – instrumenty klawiszowe
- Andrea De Paoli – instrumenty klawiszowe

## Dyskografia

### Albumy studyjne
- Vision Divine (1999)
- Send me an Angel (2002)
- Stream of Consciousness (2004)
- The Perfect Machine (2005)
- The 25th Hour (2007)
- 9 Degrees West Of The Moon  (2009)

### Dema
- Colours of my World (2003)
- Versions of the Same (2003)
- Out of the Maze (2004)

### Nagrania DVD
- Stage of Consciousness (2005)